# بوب كلارك (لاعب كرة قاعدة)
بوب كلارك (بالإنجليزية: Bob Clark)‏ هو لاعب كرة قاعدة أمريكي، ولد في 22 أغسطس 1897 في نيوبورت في الولايات المتحدة، وتوفي في 18 مايو 1944 في كارلسباد في الولايات المتحدة.

## وصلات خارجية
- بوب كلارك على موقعبيزبول رفرنس.كوم (الدوري الرئيسي) (الإنجليزية)